# Historien om Mira
Historien om Mira af Josefine Ottesen er en serie i tre bind, alle udgivet på Høst & Søns Forlag. Bind 1, ”Dæmonernes Hvisken” udkom i 2005, bind 2 og bind 3, ”Dronningens Tåre” og ”Krystalhjertet” udkom i 2006. Serien er også udgivet som paper-back i 2009, hvor der er et ekstra slut-kapitel, samt i en samlet udgave under navnet ”Krystalhjertet” i 2010. Derudover er bøgerne optrykt i forskellige særoptryk.

## Handling

### Dæmonernes hvisken
Bind 1, ”Dæmonernes Hvisken”, fortæller om Mira, datter af kongens hofbibliotekar, der er truwa. Hendes morfar er imidlertid dakjanernes Stormester, og hun har derfor en blandet baggrund . Hun lever et ubekymret liv med fester på slottet og rideture i bjergene med den yngste af prinserne, men det bliver alt sammen forandret, da kongen dør. Den ældste søn, der overtager tronen, er under indflydelse af Kundskabens mester, en troldkyndig stormand, der ikke bryder sig om truwaerne eller ” de rejsende” som de bliver kaldt af de fastboende dakjanere.
Hans magi frisætter gamle dæmoner, der spreder had og nid mellem de to folkeslag, og snart må truwaerne flygte, hvis de ikke vil dø eller tages som slaver til ædelstensminerne.
For Mira betyder det, at hun må tage et valg. Vil hun være dakjaner og stiltiende se på at hendes fars stamme bliver forfulgt, eller tør hun vedstå sig sin truwabaggrund?

### Dronningens tåre
Bind 2, ”Dronningens tåre”, følger Mira i hendes kamp for at overvinde sin egen frygt, så hun kan lære at besværge dæmoner. 
Mira er flygtet ud på de skjulte øer i deltaet, hvor flere og flere truwaer søger ly for ikke at blive sendt i minerne af landets nye magthavere. Her oplærer den gamle Zaddi Enøje hende som dæmonbetvinger, så hun kan beskytte sit folk og tage kampen op med de kræfter, som Gidaric, den nye Kundskabens Mester, slipper løs over Dakja. Men hvordan vælger man den rette vej for sig selv og andre, når livet står på spil. Og hvordan skal en ung pige tage kampen op mod en granvoksen mand, hvis forførende magt hun slet ikke er ufølsom overfor?

### Krystalhjertet
Bind 3, ”Krystalhjertet” beskriver Miras næsten umulige forsøg på ikke alene at vende historien, men også at vende hjem til sig selv og åbne sit hjerte for, at verden også kan være smuk, selv om ondskaben altid også vil være en del af virkeligheden.

Mira har mistet dronningens tåre, det magiske smykke som hun har arvet efter sin farmor, og hun bliver holdt fanget i minerne, hvor hun oplever sine medmennesker fra deres værste side. Men selv midt i rædslen bliver hun mindet om, at hun har en opgave at løse: Uden hende kan de dæmoner, der har besat Dakjas indbyggere, ikke bekæmpes. Men hvordan skal Mira bevare troen på, at det gode kan sejre, når hun ikke længere føler, at hun selv har ret til at leve? Og hvordan kan hun forene pligt og kærlighed.?

## Baggrund
Historien om Mira tager bl.a. udgangspunkt i Josefine Ottesens egen familiehistorie. Som datter af en tysk-ungarsk jøde har hun siden barndommen kendt til jødeforfølgelserne i Nazi-Tyskland og valgte som voksen at udforske spørgsmålet om, hvorfor nogle kom stærkere gennem traumatiske oplevelser end andre, og hvordan det var muligt i løbet af ganske kort tid at etablere en så stærk "dem"- og "os"- følelse, at det føltes rimeligt at betragte tidligere naboer som undermennesker, kryb og nogle, man havde ret og pligt til at slå ihjel. Et gennemgående tema i romanen er bundet til historiefortælling, dels de historier vi fortæller om os selv, men især de historier, vi fortæller om andre.

## Skriveproces
Josefine Ottesen har i skriveprocessen ladet hovedpersonens udvikling styre af tre Tarotkort-oplægninger, hvor hun har brugt tarotkortenes symbolmættede illustrationer som udgangspunkt og inspiration for fortællingen.